# エンマ・フライジンガー

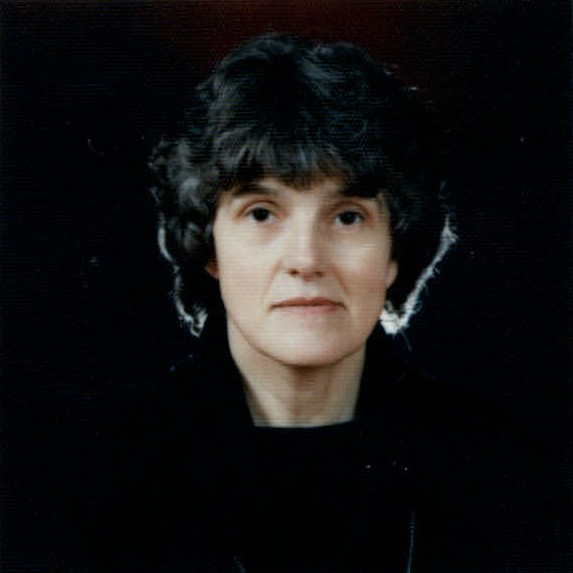
エンマ・フライジンガー

エンマ・フライジンガー（Emma Freisinger、1932年12月17日、 - ）は、オーストリア出身の看護師。 チロル州Ebbs出身。1960年代から韓国でハンセン病患者の支援を行っている。

## 略歴
- 1954-58年、ザルツブルクで看護学を修める
- 1958年、LKH Salzburg 外科部門勤務
- 1961年4月24日、韓国に移住
- 1965年、大邱広域市にハンセン病療養所「カトリック皮膚科医院」を開設
- 1978年、ハンセン病療養所改築
- 2007年、湖巌賞社会奉仕部門受賞